# Plochmopeltis intricata
Plochmopeltis intricata är en svampart som först beskrevs av Ellis & G. Martin, och fick sitt nu gällande namn av Ferdinand Theissen 1914. Plochmopeltis intricata ingår i släktet Plochmopeltis och familjen Schizothyriaceae.   Inga underarter finns listade i Catalogue of Life.